# Engelbert Hendrik ter Kuile
Engelbert Hendrik ter Kuile (9 juli 1900 - 2 februari 1988) was een Nederlands architectuurhistoricus.

## Biografie
Ter Kuile bezocht het gymnasium in Deventer. In 1920 en 1921 studeerde hij architectuur, decoratieve kunsten en kunstnijverheid in Haarlem. In 1922 werd hij rechtenstudent aan de Universiteit Leiden. Na een jaar stapte hij over naar kunstgeschiedenis en archeologie, waar hij in 1927 afstudeerde. In 1929 promoveerde hij op een proefschrift over houten torenspitsen in Noordelijke Nederlanden: De houten torenbekroningen in de Noordelijke Nederlanden.
Kort na het behalen van zijn diploma werd hij benoemd tot conservator bij het Rijksmuseum Twente in Enschede. In 1931 startte hij zijn loopbaan op het gebied van documentatie en conservering van historische monumenten, eerst bij de Rijkscommissie voor de Monumentenzorg, vanaf 1933 bij het Rijksbureau voor de Monumentenzorg en vanaf 1947 bekend als de Rijksdienst voor de Monumentenzorg. Hij droeg bij aan vijf delen van de serie De Nederlandse Monumenten van Geschiedenis en Kunst, over onder meer Twente en Salland. Zijn architectuuronderzoek leidde tot talrijke publicaties in het Bulletin van de Nederlandse Oudheidkundige Bond, waar hij tussen 1949 en 1955 voorzitter was. In 1946 verkreeg hij een docentschap en in 1947 een buitengewoon hoogleraarschap in de architectuurgeschiedenis aan de Technische Universiteit Delft.
Ter Kuile deed onderzoek naar architectuur vanaf de oudheid tot in de negentiende eeuw. Middeleeuwse architectuur was een van zijn favoriete vakgebieden, waarin hij een aantal belangrijke studies publiceerde. In 1975 verscheen zijn boek over Nederlandse Romaanse kerken: De Romaanse kerkbouwkunst in de Nederlanden.
Hij bleef ook na zijn pensionering publiceren. Zijn vijfde en laatste bijdrage aan de serie De Nederlandse Monumenten van Geschiedenis en Kunst verscheen in 1974. Op 78-jarige leeftijd publiceerde Ter Kuile een studie over de architectuur van de voormalige residentie van de graven van Holland op het Binnenhof in Den Haag.